# Ujuni
Ujuni (ajmarski, uyu košara, dvorište, groblje, -ni sufiks za označavanje vlasništva, „onaj koji ima olovku“, „onaj sa olovkom“) je grad na jugozapadu Bolivije.
Ujuni prvenstveno služi kao kapija za turiste koji posećuju najveća svetska slaništa, obližnje Ujunsko slanište. Svake godine grad primi oko 60.000 posetilaca iz celog sveta. Grad takođe deluje kao pristupno mesto za trgovinu i saobraćaj koji prelazi u i iz Bolivije iz i u Čile, a postoji carinska i imigraciona pošta u centru grada. Poljoprivreda u ovoj oblasti je uglavnom ograničena na kinoju, lame i ovce.
Osnovan 1890. godine kao trgovačko mesto, grad ima 29.672 stanovnika (zvanični popis 2012). Grad ima veliku uličnu pijacu. Leži na ivici prostrane ravnice na nadmorskoj visini od 3.700 m (12.139 ft) sa više planinskih područja na istoku.

## Turističke atrakcije

### Groblje vozova
Jedna od glavnih turističkih atrakcija ovog područja je groblje drevnih vozova. Nalazi se 3 km od Ujunija i sa njim je povezano starim železničkim šinama. Grad je u prošlosti služio kao distributivno čvorište za vozove koji su prevozili minerale na putu do luka Tihog okeana. Železničke linije su izgradili britanski inženjeri koji su stigli krajem 19. veka i formirali značajnu zajednicu u Ujuniju. Inženjere su pozvale kompanije Antofagasta i Bolivijska željeznica koje su sponzirali Britanci, a koja je sada Ferokaril de Antofagasta a Bolivija. Izgradnja železnice počela je 1888. a završila se 1892. Podsticao ju je tadašnji bolivijski predsednik Aniceto Arse, koji je verovao da će Bolivija cvetati sa dobrim transportnim sistemom, ali su je takođe stalno sabotirali lokalni starosedeoci koji su to videli kao upad u njihove živote. Vozove su uglavnom koristila rudarska preduzeća. Tokom 1940-ih, rudarska industrija je propala, delom zbog iscrpljivanja minerala. Mnogi vozovi su napušteni i tako je nastalo groblje vozova. Razmatra se izgradnja muzeja od groblja.

## Galerija slika
- Av. Ferovijarija, Ujuni.
- Av. Ferovijarija, Ujuni.
- Željeznička stanica, Ujuni.
- Željeznička stanica, Ujuni.
- Ujunsko slanište
- Ostrvo del Peskado.
- Kula sa satom.
- Parada plesa na ulicama Ujunija.

## Klima
Prema Kepenovoj klasifikaciji klime, Ujuni ima alpsku hladnu pustinjsku klimu (Kepenova klasifikacija klime BWk) sa blagim letima i hladnim zimama. Noćne temperature ostaju hladne tokom cele godine.
| Klima Ujunija, nadmorska visina: 3,680 m (12,07 ft), 1981–2010 normale, ekstremi 1945–sadašnost | Klima Ujunija, nadmorska visina: 3,680 m (12,07 ft), 1981–2010 normale, ekstremi 1945–sadašnost | Klima Ujunija, nadmorska visina: 3,680 m (12,07 ft), 1981–2010 normale, ekstremi 1945–sadašnost | Klima Ujunija, nadmorska visina: 3,680 m (12,07 ft), 1981–2010 normale, ekstremi 1945–sadašnost | Klima Ujunija, nadmorska visina: 3,680 m (12,07 ft), 1981–2010 normale, ekstremi 1945–sadašnost | Klima Ujunija, nadmorska visina: 3,680 m (12,07 ft), 1981–2010 normale, ekstremi 1945–sadašnost | Klima Ujunija, nadmorska visina: 3,680 m (12,07 ft), 1981–2010 normale, ekstremi 1945–sadašnost | Klima Ujunija, nadmorska visina: 3,680 m (12,07 ft), 1981–2010 normale, ekstremi 1945–sadašnost | Klima Ujunija, nadmorska visina: 3,680 m (12,07 ft), 1981–2010 normale, ekstremi 1945–sadašnost | Klima Ujunija, nadmorska visina: 3,680 m (12,07 ft), 1981–2010 normale, ekstremi 1945–sadašnost | Klima Ujunija, nadmorska visina: 3,680 m (12,07 ft), 1981–2010 normale, ekstremi 1945–sadašnost | Klima Ujunija, nadmorska visina: 3,680 m (12,07 ft), 1981–2010 normale, ekstremi 1945–sadašnost | Klima Ujunija, nadmorska visina: 3,680 m (12,07 ft), 1981–2010 normale, ekstremi 1945–sadašnost | Klima Ujunija, nadmorska visina: 3,680 m (12,07 ft), 1981–2010 normale, ekstremi 1945–sadašnost |
| Pokazatelj \ Mesec                                                                              | .Jan.                                                                                           | .Feb.                                                                                           | .Mar.                                                                                           | .Apr.                                                                                           | .Maj.                                                                                           | .Jun.                                                                                           | .Jul.                                                                                           | .Avg.                                                                                           | .Sep.                                                                                           | .Okt.                                                                                           | .Nov.                                                                                           | .Dec.                                                                                           | .God.                                                                                           |
| ----------------------------------------------------------------------------------------------- | ----------------------------------------------------------------------------------------------- | ----------------------------------------------------------------------------------------------- | ----------------------------------------------------------------------------------------------- | ----------------------------------------------------------------------------------------------- | ----------------------------------------------------------------------------------------------- | ----------------------------------------------------------------------------------------------- | ----------------------------------------------------------------------------------------------- | ----------------------------------------------------------------------------------------------- | ----------------------------------------------------------------------------------------------- | ----------------------------------------------------------------------------------------------- | ----------------------------------------------------------------------------------------------- | ----------------------------------------------------------------------------------------------- | ----------------------------------------------------------------------------------------------- |
| Apsolutni maksimum, °C (°F)                                                                     | 30,0 (86)                                                                                       | 30,0 (86)                                                                                       | 31,5 (88,7)                                                                                     | 26,4 (79,5)                                                                                     | 24,0 (75,2)                                                                                     | 19,5 (67,1)                                                                                     | 20,5 (68,9)                                                                                     | 29,0 (84,2)                                                                                     | 26,1 (79)                                                                                       | 26,8 (80,2)                                                                                     | 28,2 (82,8)                                                                                     | 29,1 (84,4)                                                                                     | 31,5 (88,7)                                                                                     |
| Maksimum, °C (°F)                                                                               | 20,6 (69,1)                                                                                     | 20,3 (68,5)                                                                                     | 20,2 (68,4)                                                                                     | 18,6 (65,5)                                                                                     | 15,2 (59,4)                                                                                     | 12,8 (55)                                                                                       | 13,1 (55,6)                                                                                     | 14,9 (58,8)                                                                                     | 16,5 (61,7)                                                                                     | 19,0 (66,2)                                                                                     | 20,6 (69,1)                                                                                     | 20,6 (69,1)                                                                                     | 17,6 (63,7)                                                                                     |
| Prosek, °C (°F)                                                                                 | 13,0 (55,4)                                                                                     | 12,4 (54,3)                                                                                     | 11,7 (53,1)                                                                                     | 8,7 (47,7)                                                                                      | 4,4 (39,9)                                                                                      | 1,6 (34,9)                                                                                      | 1,7 (35,1)                                                                                      | 3,6 (38,5)                                                                                      | 5,6 (42,1)                                                                                      | 8,2 (46,8)                                                                                      | 10,3 (50,5)                                                                                     | 11,6 (52,9)                                                                                     | 7,7 (45,9)                                                                                      |
| Minimum, °C (°F)                                                                                | 5,5 (41,9)                                                                                      | 4,6 (40,3)                                                                                      | 3,3 (37,9)                                                                                      | −1,3 (29,7)                                                                                     | −6,3 (20,7)                                                                                     | −9,6 (14,7)                                                                                     | −9,7 (14,5)                                                                                     | −7,6 (18,3)                                                                                     | −5,4 (22,3)                                                                                     | −2,6 (27,3)                                                                                     | 0,1 (32,2)                                                                                      | 2,7 (36,9)                                                                                      | −2,1 (28,2)                                                                                     |
| Apsolutni minimum, °C (°F)                                                                      | −7,4 (18,7)                                                                                     | −6,0 (21,2)                                                                                     | −10,0 (14)                                                                                      | −14,0 (6,8)                                                                                     | −22,0 (−7,6)                                                                                    | −22,0 (−7,6)                                                                                    | −24,0 (−11,2)                                                                                   | −25,7 (−14,3)                                                                                   | −21,5 (−6,7)                                                                                    | −19,2 (−2,6)                                                                                    | −15,2 (4,6)                                                                                     | −8,8 (16,2)                                                                                     | −25,7 (−14,3)                                                                                   |
| Količina padavina, mm (in)                                                                      | 79,3 (3,122)                                                                                    | 37,7 (1,484)                                                                                    | 28,5 (1,122)                                                                                    | 2,3 (0,091)                                                                                     | 0,8 (0,031)                                                                                     | 1,8 (0,071)                                                                                     | 0,0 (0)                                                                                         | 1,7 (0,067)                                                                                     | 1,8 (0,071)                                                                                     | 2,8 (0,11)                                                                                      | 3,8 (0,15)                                                                                      | 26,4 (1,039)                                                                                    | 190,9 (7,516)                                                                                   |
| Dani sa padavinama                                                                              | 11,1                                                                                            | 7,3                                                                                             | 5,8                                                                                             | 1,0                                                                                             | 0,3                                                                                             | 0,9                                                                                             | 0,0                                                                                             | 0,3                                                                                             | 0,4                                                                                             | 0,3                                                                                             | 0,9                                                                                             | 3,8                                                                                             | 32,8                                                                                            |
| Dani sa snegom                                                                                  | 0,0                                                                                             | 0,24                                                                                            | 0,0                                                                                             | 0,0                                                                                             | 0,04                                                                                            | 0,03                                                                                            | 0,0                                                                                             | 0,10                                                                                            | 0,0                                                                                             | 0,0                                                                                             | 0,0                                                                                             | 0,0                                                                                             | 0,48                                                                                            |
| Izvor: Servicio Nacional de Meteorología e Hidrología de Bolivia                                |                                                                                                 |                                                                                                 |                                                                                                 |                                                                                                 |                                                                                                 |                                                                                                 |                                                                                                 |                                                                                                 |                                                                                                 |                                                                                                 |                                                                                                 |                                                                                                 |                                                                                                 |